# 欧州バスケットボールリーグ連合
欧州バスケットボールリーグ連合（フランス語: Union des Ligues Européennes de Basket, 英語: Union of European Leagues of Basketball）は、ヨーロッパにおけるプロバスケットボールリーグの組織である。略称は「ULEB」。1991年発足。本部はバルセロナ。

## 歴史
1991年にイタリア・スペイン・フランスの3ヶ国で発足。1996年以降加盟国を拡大していく。
2000年、国際バスケットボール連盟（FIBA）より独立。ユーロリーグを開始する。

## 加盟リーグ
2017年現在
| 国         | リーグ                                       | 加盟 |
| ---------- | -------------------------------------------- | ---- |
| ベルギー   | Basketball League Belgium                    | 1999 |
| フランス   | リーグ・ナショナル・バスケットボール         | 1991 |
| ドイツ     | ブンデスリーガ                               | 2001 |
| ギリシャ   | ギリシャA1バスケットボールリーグ             | 1996 |
| イスラエル | イスラエル・バスケットボール・スーパーリーグ | 2005 |
| イタリア   | セリエA                                      | 1991 |
| リトアニア | リトアニア・バスケットボール・リーグ         | 2003 |
| オランダ   | Federatie Eredivisie Basketballclubs         | 2001 |
| ポーランド | Polska Liga Koszykówki                       | 2001 |
| ロシア     | ユナイテッド・リーグ                         | 2014 |
| スペイン   | リーガACB                                    | 1991 |

### 過去の加盟リーグ
過去に加盟していたリーグ。
- ポルトガル (1996–2008, ceased operations)
- ロシア (2011–2013, replaced by VTB United League)
- アドリアリーグ (2002–2015, lost recognition from FIBA Europe)
- オーストリア (2002–2015, withdrew)
- スイス (1999–2016, ceased operations)
- Czech Republic (2004–2016, withdrew)
- イギリス (1999–2017, withdrew)

## 主催大会
- ユーロリーグ
- ULEBユーロカップ

なお、これらは国際バスケットボール連盟（FIBA）主催大会の流れを組んでいるため、ULEB未加盟リーグのクラブも出場が可能となる場合がある。（ユーロリーグにはロシア・トルコ各リーグからの参加あり）